# Верхній Бистрий
Ве́рхній Би́стрий — село в Україні, у Міжгірській селищній громаді Закарпатської області.

## Географія

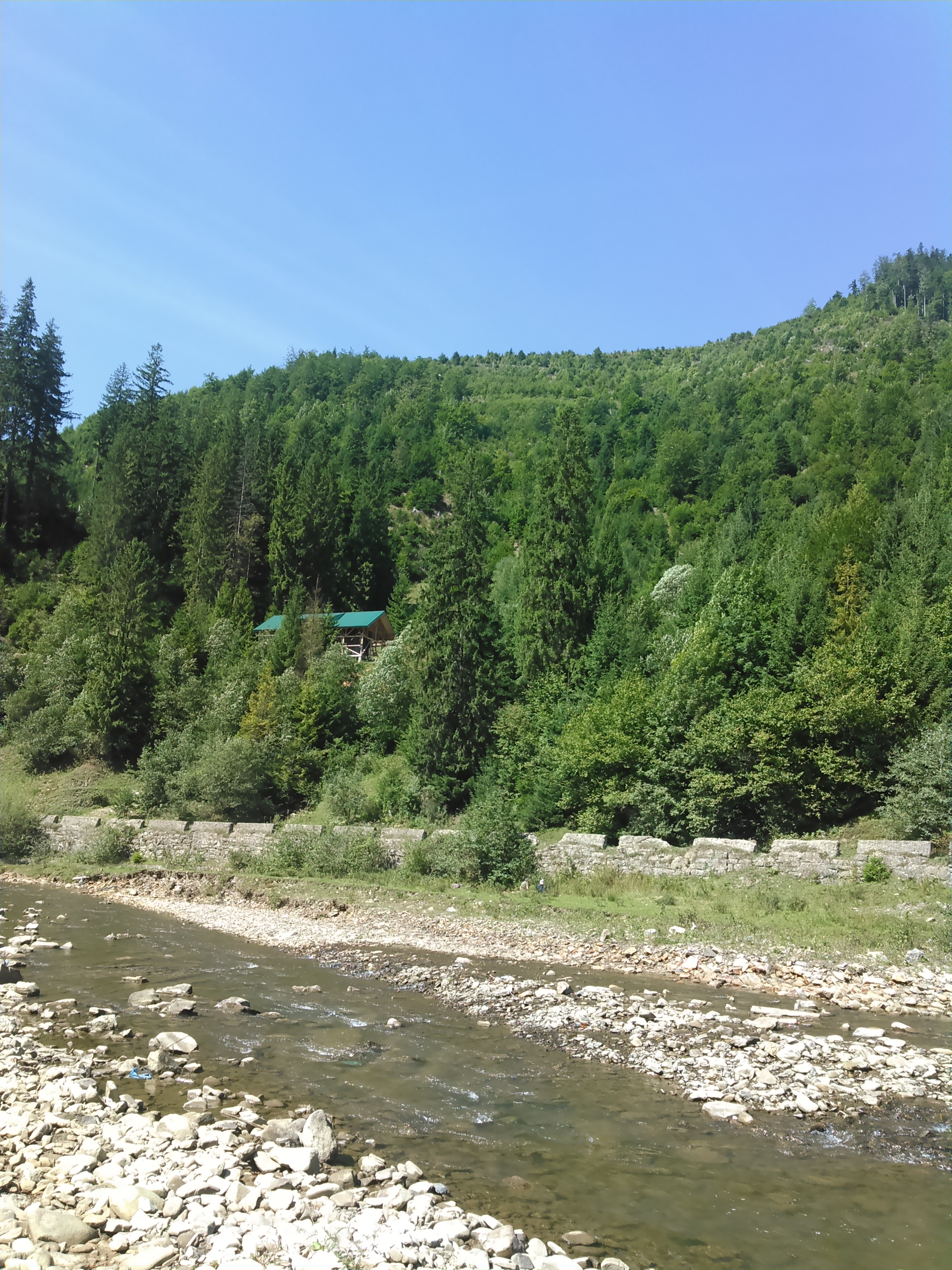
Річка в селі, серпень 2019

У селі річка Бистра та струмок Гашек впадають у річку Ріка.

### Пам'ятки природи
У селі є кілька джерел мінеральної води, наприклад Джерело № 1.
Джерело́ № 1 (Верхній Бистрий) — гідрологічна пам'ятка природи місцевого значення в Україні. Розташована в межах Міжгірської громади Хустського району Закарпатської області, на околиці села Верхній Бистрий (урочище «Квас»). Площа 5 га. Статус надано згідно з рішенням Закарпатського облвиконкому від 23.10.1984 року, № 253. Перебуває у віданні ДП «Міжгірське ЛГ» (Майданське лісництво, кв. 2).
Створена з метою збереження джерела мінеральної води та прилеглої території. Вода вуглекисла, хлоридно-гідрокарбонатно-натрієво-кальцієва. Загальна мінералізація — 9,7 г/л. Мікроелементи: залізо, марганець, кремнієва кислота. Для лікування захворювань органів травлення.

## Назва
Першою назвою села було Sebespatak. Угорську назву за короткий час замінили слов'янською назвою — Bisztra. Верхній, що використовувався з XIX століття, співвідноситься з назвою іншого поселення — Нижній. Русинська назва потоку — Bisztra (Бистрий потік). Офіційна українська назва Верхній Бистрий, на відміну від назви історичної, жіночої Bisztra, є чоловічою формою.
Вперше згадується у 1651 році під назвою Sebespatak. Інші згадки: 1688 — Bisztra, 1808 — Bisztra, Bystra, 1828 — Bisztra (Felső), 1838 — Felső-Bisztra, 1851 — Felső-Bisztra, 1877 — ben Bisztra (Felső-), 1907 — Felsősebes, 1925 — Bystrá Vyžni, 1930 — Bystrý Vyšni, 1944 — Felsőbisztra, Вышня Быстра, 1983 — Верхній Бистрий, Верхнuй Быстрый.

## Історія
У 1688 році селом володів господар Янош.
Найцікавішим періодом у житті села можна вважати час, коли воно належало Чехословаччині. Славу ж здобуло завдяки письменникові Івану Ольбрахту, котрий, дуже часто відвідуючи нинішню Міжгірщину, прославив насамперед Колочаву, проте й деякі інші села стали відомими в Чехії завдяки митцю.
Верхній Бистрий увійшов до історії чеського кінематографу завдяки тому, що уродженка села стала головною героїнею першого чехословацького кінофільму «Марійка-невірниця», знятого режисером Владиславом Ванчурою за сценарієм Ольбрахта. За спогадами очевидців, режисер, який на всі ролі запросив непрофесіоналів серед місцевого населення, тривалий час не міг знайти дівчину, яка би підійшла під образ головної героїні, аж доки йому на очі не потрапила жителька Бистрого Ганна Шкелебей. Після знімання Ганна одружилася з художником Слабошпицьким і виїхала до Словаччини, де й доживала віку.
Кажуть, що у фільмах вона більше не грала, проте й так увійшла до історії Закарпаття як перша кінозірка краю. А згодом про неї зняли стрічку львівські документалісти. До речі, це не єдиний випадок, коли Верхній Бистрий був пов'язаний із кінематографом. Тут знімали принаймні три фільми — «Високий перевал», «Легенда про безсмертя», «Трембіта».
"Йшов Мойсей по пустині, вдарив ботов по болоту і з'явився Бистрий" - слова очевидців.
Очевидці: Половина Єрусалима і 3 ягнатя.

## Храми

### Церква св. арх. Михайла (XVIIIст.)
Чудова барокова церква була збудована, найімовірніше, у другій половині XVIII століття. В 1751 р. була «церква: дерев'яна, слаба, посвященна св. Михаилу Арх., не знати от кого благословленна. Тутешними образами якось украшена».
У 1801 р. церкву згадують як добру, що вміщає 120 вірників, але бідно забезпечену церковними речами. Формами була подібна до існуючих церков у сусідніх селах Торуні і Прислопі.
У 1930-х роках у селі дійшло до міжконфесійного протистояння. У 1935 р. суд присудив повернути церкву греко-католикам. Уночі напередодні передачі цінна пам'ятка була підпалена і згоріла дощенту.
У 1933 р. в селі збудовано православну дерев'яну церкву.

### Церква св. арх. Михайла (1933)
Дерев'яну церкву збудував майстер Петро Карпа, який разом з братами Олексою та Іваном належав до відомої міжгірської родини майстрів та будівничих, очолюваної їхнім батьком Василем.
Петро Карпа був майстром високої кваліфікації, бо на розгляд громади подав аж три власноруч виконані проекти. Допомагав йому бистрянський майстер Василь Ковбашин, а також Григір та Митер Басараби. Землю для церкви дав син В. Ковбашина Дмитро Рошко.
Церкву збудували хрещатою, п'ятизрубною, а на перехрещенні влаштовано восьмигранний барабан, увінчаний великою цибулястою банею. Дахи всіх частин церкви увінчані меншими главками. Хоч цибулясті глави незвичні для карпатського пейзажу, церква є цікавим твором дерев'яного народного будівництва.
Малювання інтер'єру виконав художник і монах Федір Форос. Біля церкви стоїть нетипова для Міжгірщини восьмигранна дзвіниця.

## Населення
Згідно з переписом УРСР 1989 року чисельність наявного населення села становила 1360 осіб, з яких 652 чоловіки та 708 жінок.
За переписом населення України 2001 року в селі мешкало 1246 осіб.

### Мова
Розподіл населення за рідною мовою за даними перепису 2001 року:
| Мова       | Кількість | Відсоток |
| ---------- | --------- | -------- |
| українська | 1238      | 99.12%   |
| російська  | 10        | 0.80%    |
| білоруська | 1         | 0.08%    |
| Усього     | 1249      | 100%     |